# La leggenda vichinga
La leggenda vichinga, conosciuto anche come Le donne vichinghe e il dio serpente, (The Saga of the Viking Women and Their Voyage to the Waters of the Great Sea Serpent) è un film fantastico statunitense del 1957 diretto da Roger Corman.

## Trama
In una non precisata località del Nord Atlantico, durante l'epoca vichinga, alcune donne, guidate da Desir, salpano il mare alla ricerca dei loro uomini, partiti per una battuta di caccia e non più tornati. Dopo essere naufragate a causa di un vortice marino, approdano sull'isola dei Grimault dove trovano i loro uomini prigionieri di questo gruppo di guerrieri barbari in una caverna. Dopo averli liberati, tentano la fuga per salpare poi con la nave ma vengono attaccati da un mostro, una sorta di gigantesca lucertola marina. Il mostro viene ucciso da Vedric, capo vichingo. I Grimault, come segno di gratitudine, aiutano quindi i vichinghi a raggiungere la loro casa.

## Produzione
Il film fu prodotto dalla Malibu Productions, diretto dal regista Roger Corman e girato a Los Angeles (nel Bronson Canyon e nell'Iverson Ranch), a Malibù (nel Leo Carrillo State Park) e a Santa Monica, in California, nel 1957 con un budget stimato in 65.000 dollari.

## Distribuzione
Alcune delle uscite internazionali sono state:
- dicembre 1957 negli Stati Uniti (The Saga of the Viking Women and Their Voyage to the Waters of the Great Sea Serpent)
- in Italia (La leggenda vichinga o Le donne vichinghe e il dio serpente)
- in Venezuela (La leyenda de las vikingas y su viaje a las aguas del gran dios serpiente)

## Promozione
La tagline è: "Fabulous! Spectacular! Terrifying! The raw courage of women without men lost in a fantastic Hell-on-Earth !" ("Favoloso! Spettacolare! Terrificante! Il vero coraggio di donne senza uomini perse in un fantastico Inferno sulla Terra!").